# Pickup (gitarr)

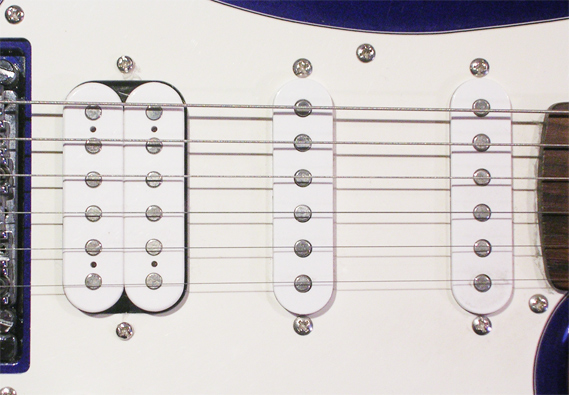
Närbild av en Humbucker och 2 single coil-pickuper

Pickup är den från engelskan lånade beteckningen på en "mikrofon för elektriska gitarrer". Pickupen är i egentlig mening ingen mikrofon eftersom den inte fångar upp ljud, utan svängningar i magnetfältet runt pickupen och sedan omvandlar dessa till elektriska signaler.
Principen för en pickup bygger på två elektromagnetiska fenomen:
- Dels att ett magnetiskt material som rör sig i ett magnetisk fält (kraften från en magnet) kommer att göra så att fältet förändras i takt med hur ledaren rör sig. På en elektrisk gitarr är detta gitarrsträngen, som alltså måste vara av ett magnetiskt material, vanligen stål.
- Dels induktion som innebär att om en elektriskt ledare utsätts för ett varierade magnetfält så kommer det att uppstå en elektrisk ström i ledaren.

En pickup består av någon form av magnet, vars fält sträcker sig över gitarrens strängar. När strängarna slås an, kommer fältet från denna magnet att variera, och denna variation fångas upp av en spole, en koppartråd lindad hundratals varv inne i pickupen. Den ström som uppstår i spolen leds ut och förstärks.
Som tidigare nämnts är en pickup ingen mikrofon i egentlig mening, i och med att den inte fångar upp något ljud. Detta är både en fördel och en nackdel. Det är en fördel i det avseendet att den inte fångar upp ljud från sång, andra instrument eller publik, utan lämnar en ren återgivning av gitarrspelandet. Det är en nackdel genom att den inte fångar upp instrumentets egen klang.

## De två huvudkategorierna

### Single coil
En pickup med bara en spole kallas single coil-pickup. Den är, jämfört med humbucker-pickupen, mer känslig för andra magnetfält i omgivningen. Beroende på hur pass avskärmad pickupen är inuti kan detta generera ett typiskt brummande ljud. Single coils återfinns hos många Fender-modeller som Stratocaster och Telecaster.

### Humbucker
En humbucker-pickup bygger på två spolar som är lindade i olika riktningar inuti pickupen. Denna teknik gör pickuperna tystare än de hos en single coil och ger ett tyngre, råare sound vid distorsion. Humbuckers återfinns bland annat på Gibson-modellerna Les Paul och SG.

## Kända varumärken
- DiMarzio
- EMG
- Lace Sensor
- Seymour Duncan